# Dimorphosciadium
Dimorphosciadium är ett släkte i familjen flockblommiga växter.
Släktet har två arter som båda förekommer i Centralasien: Dimorphosciadium gayoides och Dimorphosciadium shenii.